# محمد بارکیندو
محمد سانوسی بارکیندو (۲۰ آوریل ۱۹۵۹ – ۵ ژوئیه ۲۰۲۲) سیاست‌مدار اهل نیجریه و بیست و هشتمین دبیرکل اوپک بود. او رئیس سابق شرکت ملی نفت نیجریه بود.

## دبیرکل اوپک
سازمان کشورهای صادرکننده نفت (اوپک) روز پنج‌شنبه ۲ ژوئن در ۱۶۹مین نشست خود، محمد بارکیندو، نماینده نیجریه را به عنوان دبیرکل این سازمان انتخاب کرد. محمد بارکیندو برای مدت ۳ سال جایگزین عبدالله سالم البدری از کشور لیبی شد که از سال ۲۰۰۷ تاکنون در این سمت قرار داشت.
سانوسی بارکیندو تنها یک ماه مانده به پایان دوره خود در سمت دبیرکلی اوپک در ۵ ژوئیه ۲۰۲۲ در سن ۶۳ سالگی درگذشت.

## مرگ
بارکیندو در ۵ ژوئیه ۲۰۲۲ در سن ۶۳ سالگی در آبوجا درگذشت. مله کیاری مدیر عامل گروه شرکت ملی نفت نیجریه، درگذشت او را اعلام کرد.